# Ludwig Gotthilf Kind
Ludwig Gotthilf Kind (* 7. Oktober 1830 in Chur; † 21. Januar 1913 in Barmen) war ein Schweizer reformierter Pfarrer.

## Leben
Er wurde als Sohn des Pfarrers Paulus Kind der Jüngere geboren. Von 1848 bis 1851 studierte er erst an der Universität Basel und später an der Universität Tübingen evangelische Theologie. 1856 wurde Kind zum Pfarrer in Rorschach ernannt, ein Jahr später gab er nach einem Nervenzusammenbruch diese Stelle wieder auf. Von 1858 bis 1872 war er Pfarrer in Chur. In diesem Jahr nahm er das Angebot von Barmen-Gemarke, die dortige Pfarrstelle zu übernehmen, aufgrund des höheren Lohnes an. 1901 gab er diese Stelle aufgrund seiner Pensionierung auf. Er blieb in Barmen, wo er am 21. Januar 1913 verstarb. Kind gilt als einer der besten deutschsprachigen Prediger und Seelsorger seiner Zeit. Sein Sohn Paul Theodor Kind wurde ebenfalls Geistlicher.

## Werke
- Fünf Predigten über das Leben und Wirken des Apostels Paulus gehalten in der St. Martinskirche zu Chur (1855)
- Der Bund zwischen Hirten und Gemeinde beim Amts-Antritt des Herrn Pastor Gotthilf Kind in Gemarke am 28. Juli 1872 (Barmen 1872)
- Zwei Predigten über Rechtfertigung und Heiligung (Barmen 1872)
- Predigt über Johannes 16, 8-13: Das Strafamt des Geistes Gottes an der Welt, gehalten am 2. Pfingstfeiertage (Barmen 1876)
- Zum Jahreswechsel. Zwei Predigten über 2. Cor. 13,13 und Röm 12,12 (Barmen 1880)
- Zehn Predigten von Gotthilf Kind (Barmen 1901)